# Anthony Teague
Anthony Scott Teague, nato Edwin Ardell Teague e noto professionalmente anche come Anthony "Scooter" Teague o Anthony S. Teague (Jacksboro, 4 gennaio 1940 – Ashland, 2 giugno 1989) è stato un attore e ballerino statunitense.

## Biografia
Nato a Jacksboro figlio di Herman Charles Teague e Oleta Jones, Anthony "Scooter" Teague studiò alla North Hollywood High School e subito dopo il diploma nel 1958 fece il suo debutto sul piccolo schermo nella serie TV Make Room for Daddy. Da allora recitò spesso al cinema in numerosi film musicali, tra cui West Side Story (1961) e Come far carriera senza lavorare (1967). Molto attivo anche in campo teatrale, nel 1963 fece il suo debutto a Broadway nel musical 110 in the Shade, per poi tornare a recitare nello show anche nel tour statunitense dell'anno successivo.
Dopo aver recitato nella tournée statunitense di Promises, Promises (1970), nel 1971 tornò a Broadway con il musical No, No, Nanette, in cui tornò a recitare anche nel tour. Dopo aver interpretato Joey Evans in Pal Joey a Chicago (1973) e il co-protagonista Billy Crocker in Anything Goes a Fort Worth (1976), nel 1977 si unì al primo tour statunitense del musical Premio Pulitzer A Chorus Line, in cui interpretava il coreografo Zach.
Anthony Teague morì di cancro nel 1989 all'età di quarantanove anni; gli sopravvissero i figli Christian e Kendall Teague.

## Filmografia

### Cinema
- West Side Story, regia di Robert Wise e Jerome Robbins (1961)
- Come far carriera senza lavorare (How To Succeed in Business Without Really Trying), regia di David Swift (1967)
- Guai con le ragazze (The Trouble with Girls), regia di Peter Tewksbury (1969)
- La TV ha i suoi primati (The Barefoot Executive), regia di Robert Butler (1971)

### Televisione
- Make Room for Daddy – serie TV, 1 episodio (1958)
- Goodyear Theatre – serie TV, 1 episodio (1960)
- Alcoa Theatre – serie TV, 1 episodio (1960)
- The Donna Reed Show – serie TV, 1 episodio (1960)
- Corruptors (Target: The Corruptors) – serie TV, episodio 1x09 (1961)